# Arthrodira
Bộ Cổ Khớp (tiếng Anh: Arthrodira, trong tiếng Hy Lạp có nghĩa là "cổ có khớp") là một nhóm các loài cá có hàm và da cứng với các phiến lớn đã tuyệt chủng. Loài này tồn tại khoảng 50 triệu năm, phát triển mạnh vào kỷ Devon trước khi tuyệt chủng đột ngột.

## Mô tả
Các loài cá da phiến thuộc bộ Arthrodire đặc trưng với phần khớp có thể di chuyển được giữa các lớp giáp bao quanh đầu và cơ thể của chúng. Giống với các loài cá thuộc lớp cá da phiến khác, chúng không có răng riêng biệt; thay vào đó, chúng sử dụng một phần xương kéo dài từ xương sọ, tạo thành hàm trên, và sử dụng nó như "răng". Hốc mắt được bảo vệ bởi một vòng xương, một đặc điểm chung của các loài chim và một số loài ichthyosaurs.
Một quan niệm sai lầm phổ biến về loài cá bộ Cổ khớp (lớp cá da phiến nói chung) là những sinh vật chậm chạp sống ở tầng đáy đã bị các loài cá cao cấp hơn loại bỏ. Luận biện cho quan niệm sai lầm này là cấu tạo cơ thể của chúng vẫn được bảo quản khá tương đối, rằng chúng đã bị thay thế và loại bỏ khỏi hệ sinh thái bởi những loài cá tiến hóa vượt bậc hơn. Tuy nhiên quan niệm này đã bị loại bỏ, bởi lớp cá da phiến là một trong những lớp động vật xương sống có sự phân bố đa dạng nhất về loài và thành công nhất về tiến hóa. Chúng đã chiếm một loạt các vai trò từ động vật ăn thịt đứng đầu chuỗi thức ăn cho đến sinh vật gặm nhắm sống ở đáy sâu. Đáng tiếc thay, "vương triều" của chúng đã chấm dứt bởi sự tuyệt chủng cuối kỷ Devon. Điều này tạo cơ hội cho các loài sinh vật khác phát triển và dạng hóa giống loài trong kỷ Than đá.